# Distrikt Yanaoca
Der Distrikt Yanaoca liegt in der Provinz Canas in der Region Cusco in Südzentral-Peru. Er hat eine Fläche von 292,97 km². Beim Zensus 2017 wurden 8659 Einwohner gezählt. Im Jahr 1993 lag die Einwohnerzahl bei 9923, im Jahr 2007 bei 9701. Sitz der Distriktverwaltung ist die auf einer Höhe von 3913 m gelegene Kleinstadt Yanaoca mit 3307 Einwohnern (Stand 2017). Yanaoca liegt knapp 100 km südsüdöstlich der Regionshauptstadt Cusco.

## Geographische Lage
Der Distrikt Yanaoca liegt im Andenhochland im zentralen Norden der Provinz Canas. Der Oberlauf des Río Apurímac verläuft im Westen des Distrikts und bildet streckenweise die Distriktgrenze.
Der Distrikt Yanaoca grenzt im Süden und Südwesten an den Distrikt Quehue, im Westen an den Distrikt Livitaca (Provinz Chumbivilcas), im Nordwesten an den Distrikt Túpac Amaru, im Nordosten an die Distrikte Pampamarca und Tinta (Provinz Canchis), im Osten an die Distrikte San Pablo und Sicuani  (beide in der Provinz Canchis) sowie im Südosten an den Distrikt Langui.

## Geschichte
Yanaoca und das nahegelegene Dorf Tungasuca waren die Ausgangsorte des „Großen Aufstandes“ (Gran Rebelión) von Tupaq Amaru II. im November 1780. Der Distrikt Yanaoca wurde am 29. August 1834 gegründet. 